# Thaumetopoea seiffersi
Thaumetopoea seiffersi är en fjärilsart som beskrevs av Adolf G. Closs 1917. Thaumetopoea seiffersi ingår i släktet Thaumetopoea och familjen tandspinnare. Inga underarter finns listade i Catalogue of Life.